# Trombosi
La trombosi (grec: θρόμβωσις) és la formació d'un coàgul sanguini a l'interior d'un vas sanguini (una vena o una artèria) i que creix a la paret d'aquest vas. Les causes poden ser diverses, com una ruptura traumàtica, una disminució de proteïnes trombòfiles, l'arterioesclerosi o d'altres. Una trombosi pot causar, tot i que no forçosament, una embòlia, un accident vascular cerebral o un infart de miocardi.
Una embòlia és la presència d'un èmbol (un cos orgànic) als vasos sanguinis. Una de les seves causes pot ser una trombosi, si la placa es desprèn de la paret del vas sanguini i "navega" pel mig d'aquest, funcionant com un èmbol que produeix fronts d'ones al fluid sanguini. Però altres coses alienes a la trombosi poden produir èmbols, per exemple, un cristall de colesterol, un coàgul infecciós, etc.
El coàgul no té per què produir una embòlia, pot ser que es propagui cap al cor, sense formar trombus (que faria d'èmbol). O també pot simplement dissoldre's o ser recanalitzat a la massa muscular, el greix o un altre teixit.

## Patologia
La trombosi és la primera causa de mort als països occidentals. En el 60% de casos les causes són genètiques. Segons l'Hospital de Sant Pau de Barcelona, una mutació (alteració) en un gen particular augmenta el risc de trombosi de tal manera que és el factor genètic de risc més important per patir aquesta malaltia. Un 17% de persones a Espanya es veu afectat, segons ells, per a aquesta mutació. Concretament es tracta de la mutació C46T del gen del factor XII, una proteïna molt important de la coagulació sanguínia. Aquesta mutació es pot heretar.

## Classificació
Hi ha dues formes diferents de la trombosi, la trombosi venosa i la trombosi arterial, cadascuna de les quals pot ser presentat per diversos subtipus.

### Trombosi arterial

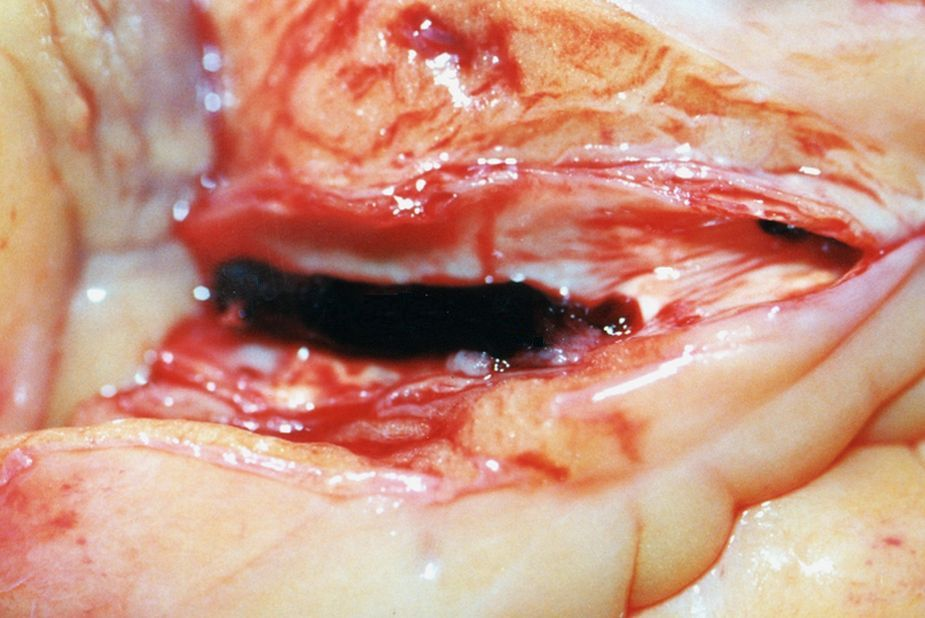
Trombosi coronària

La trombosi arterial és la formació d'un trombe en una artèria, sovint sobre una placa d'ateroma (i així s'anomena aterotrombosi). En la majoria dels casos, amb trombosi arterial segueix la ruptura de la placa d'ateroma.

### Trombosi venosa
La trombosi venosa és la formació d'un trombe dins d'una vena. Hi ha diverses malalties que poden ser classificats dins d'aquesta categoria:
- Trombosi venosa profunda
- Trombosi de la vena porta
- Trombosi de la vena renal
- Trombosi de la vena jugular
- Síndrome de Budd-Chiari
- Malaltia de Paget-Schrötter
- Trombosi del si cerebral